# Lengyel Levente
Lengyel Levente (Debrecen, 1933. június 13. – Budapest, 2014. augusztus 18.) magyar sakkozó, Maróczy-díjas nemzetközi sakknagymester, sakkolimpiai ezüst és bronzérmes, Európa-bajnoki és magyar bajnoki ezüstérmes, mesteredző.

## Sakkpályafutása
1949-ben költözött Budapestre, először a Budapesti Építők játékosa, majd 1955-től 45 éven keresztül az MTK játékosa volt. Olyanokkal szerepelt egy csapatban, mint Portisch Lajos, Szabó László, Bilek István, Adorján András, majd később a Polgár-nővérek (Zsuzsa, Zsófi és Judit).
1948-ban megnyerte Magyarország szpartakiádját, amelyen mintegy 30.000-en indultak. 1952-ben szerezte meg a mesteri címet, 1962-ben lett nemzetközi mester, 1964-ben nagymester. A FIDE nyilvántartásában még szerepel, de 2009 óta nem játszott olyan mérkőzést, amely az Élő-pontszámát módosította volna. Legalább 2000 óta már csak csapatmérkőzéseken játszott, 1997-ből ismert az utolsó egyéni versenyen játszott játszmája.
Pályafutása során két világbajnok, Mihail Botvinnik és Mihail Tal ellen is győzni tudott.

## Kiemelkedő versenyeredményei
1952-ben szerepelt először a magyar bajnokság döntőjében ezt követően még közel húsz alkalommal. 1962-ben holtversenyben első helyezést ért el Portisch Lajossal, a holtversenyt eldöntő párosmérkőzésen azonban alulmaradt. 1964-ben a 3. helyet szerezte meg.
1964-ben bejutott a világbajnokjelöltek zónaközi versenyébe, ahol a 24 versenyző közül a 12. helyen végzett. Az első 8 helyezett szerzett jogot arra, hogy kieséses párosmérkőzéseken döntsék el a világbajnok kihívójának személyét.
- 1960: 3-5. helyezés (Balatonfüred)
- 1961: 1. helyezés, Budapest-bajnokság
- 1961: 3-4. helyezés (Varsó)[11]
- 1963: 2. helyezés, világbajnoki zónaverseny (Enschede)
- 1963/64: 3-4. helyezés holtversenyben Mihail Tallal (Hastings)
- 1964: 2-3. helyezés Portisch Lajossal holtversenyben (Malaga)[12]
- 1964: 5. helyezés (Beverwijk)
- 1965: 2-3. helyezés, Asztalos Lajos-emlékverseny (Gyula)
- 1966: 2-3. helyezés, Rubinstein-emlékverseny (Polanica Zdroj)[13]
- 1966: 3-4. helyezés (Velence)
- 1968: 1. helyezés (Solingen)[14]
- 1968: megosztott 3. helyezés (Amszterdam)
- 1969: megosztott 2. helyezés (Velence)
- 1971: 3-4. helyezés (Baja)[15]
- 1972: 1. helyezés (Bari)
- 1972/73: 1. helyezés (Reggio Emilia)[16]
- 1973: 2. helyezés (Madonna di Campiglio)
- 1974: 2-3. helyezés (Budapest)
- 1976: 2. helyezés (Atenach)
- 1977: 3-4. helyezés (Stip, Macedónia)
- 1977: 2. helyezés (Malmö)
- 1977: 1. helyezés (Baar)
- 1977: 1. helyezés (Viroviticy)
- 1980: 1. helyezés (Val Thorens)
- 1981: 1-2. helyezés (Val Thorens)
- 1982: megosztott 1. helyezés (Val Thorens)
- 1983: 2. helyezés (Koppenhága)

## Csapateredményei
1956-ban tagja volt az Egyetemi-főiskolai sakkcsapat világbajnokságon ezüstérmet szerzett magyar válogatott csapatnak.
1960 és 1970 között hat alkalommal volt a magyar válogatott tagja a sakkolimpián, amelyeken egy ezüst (1970) és egy bronzérmet (1966) szerzett, 1960-ban és 1964-ben a 4., 1962-ben az 5., 1968-ban a 6. helyen végeztek. Egyéniben 1962-ben tábláján a mezőnyben a 3. legjobb eredményt érte el.
Három alkalommal szerepelt a magyar válogatottban az Európa-bajnokságon, amelyeken a csapat 1961-ben és 1965-ben bronzérmet, 1970-ben ezüstérmet szerzett. Egyéniben 1965-ben tábláján a mezőnyben a 3. legjobb eredményt érte el.
Ötször volt az MTK-val magyar bajnok, és mind az öt alkalommal játszott a Bajnokcsapatok Európa Kupájában.

## Díjai, elismerései
- A Magyar Népköztársaság Érdemes Sportolója (1954)[21]
- Szocialista Munkáért Érdemérem (1961) a lipcsei sakkolimpián elért eredményért[22]
- A Magyar Népköztársaság Kiváló Sportolója (1968)[23]
- Kiváló Sportoló (1973)[24]
- Jó nevelőmunkáért emlékplakett (1983)[24]
- Mesteredző (1983)[24]
- Magyar Köztársasági Arany Érdemkereszt (polgári tagozat) (2008)[25]
- Maróczy-díj
- Budapest Sakkozásáért-díj (2012)[26]
- Barcza Gedeon-díj (2013)[27]